# Mélnitsa
Mélnitsa (Мельница, que significa "molino" en ruso) es una banda musical rusa fundada en 1999 por Natalia O'Shea (Nikoláieva) y Alekséi "Chus" Sapkóv, exmiembros de una banda local, Till Eulenspiegel.
El grupo junta influencias Folk rusas, irlandesas y otras de norte de Europa con Pop-Rock. Natalia, la  cantante y compositora principal, es especialista en lenguas europeas medievales. Sus conocimientos imprimen un tinte de autenticidad a sus letras y música. La poesía de Natalia “Hellawes” O’Shea se aprovecha de motivos de mitología nórdica, eslava y céltica. 

## Discografía
| Título original         | Título transcrito       | Traducción              | Año de lanzamiento |
| ----------------------- | ----------------------- | ----------------------- | ------------------ |
| Дорога Сна              | Doroga Sna              | El camino del sueño     | 2003               |
| Master of the Mill (EP) | Master of the Mill (EP) | El dueño de Molino      | 2004               |
| Перевал                 | Pereval                 | El cruce                | 2005               |
| Зов Крови               | Zov Krovi               | La llamada de la sangre | 2006               |
| The Best                | The Best                | Lo mejor                | 2007               |
| Дикие травы             | Dikie Travi             | Hierbas silvestres      | 2009               |
| Ангелофрения            | Angelofrenia            | Angelofrenia            | 2012               |
| Алхимия                 | Aljimia                 | Alquimia                | 2015               |
| Химера                  | Jimera                  | Quimera                 | 2016               |
| Манускрипт              | Manuscript              | Manuscrito              | 2021               |
| Символ Солнца           | Simvol Solnca           | Símbolo solar           | 2023               |

## Músicos
| Natalia "Hellawes" O'Shea – Voz Alekséi "Chus" Sapkov – Guitarra, voz Serguéi Zaslavski – Flauta Alekséi Orlov – Violoncelo Alekséi Kozhanov – Forte (Bass) Dmitri Frolov – Tambores | Alevtina Leóntieva – Voz Natalia Filatova – Flauta Yevgueni Chesalov – Forte (Bass) Inessa Klubochkina – Violín Natalia Kotlova - Violoncelo Aleksandr Leer – Tambores Aleksandr "Grendel" Stepanov – Guitarra |